# Sanfedismo

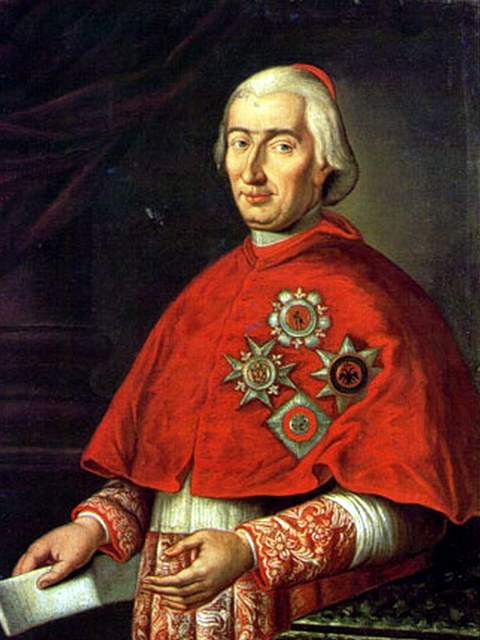
O Cardeal Fabrizio Ruffo.

O Sanfedismo, termo napolitano para "Santa Fé", foi um movimento popular anti-republicano, organizado pelo Cardeal Fabrizio Ruffo, que mobilizou vários cidadão dos estados papais contra a República Napolitana, e cujo objectivo era a restauração do Reino Bourbon de Nápoles sob o reinado de Fernando I das Duas Sicílias. O nome completo do movimento era Exército da Santa Fé de Nosso Senhor Jesus Cristo (em italiano: Armate della Santa Fede), e os seus membros chamados de Sanfedisti.
Os termos Sanfedismo e Sanfesdisti, são por vezes utilizados de forma mais genérica para se referirem a movimentos religiosos pontuais, constituídos por um "exército" de cidadãos comuns, que surgiram na Itália para lutar contra as recém-criadas, por anexação, repúblicas francesas.

## Campanha
Ruffo recrutou os Sanfedisti em Calábria, sua terra natal. Seu pôster de recrutamento de fevereiro de 1799 diz:
"Valentes e corajosos calabreses, uni-vos agora sob o estandarte da Santa Cruz e do nosso amado soberano. Não espere que o inimigo venha e contamine nossa vizinhança. Vamos marchar para o confrontar, para o repelir, para o expulsar do nosso reino e da Itália e para quebrar as cadeias bárbaras do nosso santo Pontífice. Que a bandeira da Santa Cruz lhe assegure a vitória total."
O movimento Sanfedista agiu nominalmente em nome de Fernando I das Duas Sicílias. Em 25 de janeiro de 1799, dois dias após a proclamação da República Partenopéia, Fernando nomeou Ruffo, enquanto ambos se refugiavam em Palermo, Sicília, para atuar como seu vigário-geral na Itália continental. Ruffo desembarcou na Calábria em 7 de fevereiro sem dinheiro ou armas e apenas oito companheiros, mas carregando uma bandeira com as armas reais de um lado e uma cruz do outro, também com o antigo slogan "In hoc signo vinces". Ruffo levou um mês para reunir uma força de 17.000; principalmente camponeses, mas também "bandidos, eclesiásticos, mercenários, saqueadores, devotos e assassinos".
Durante a campanha, Ruffo se correspondeu com o agente de Ferdinand, Sir John Acton, atualizando-o sobre o progresso militar dos Sanfedisti:
- "Imploro ao rei [de Nápoles] que ordene que me enviem pelo menos mil revólveres e muitas cargas de chumbo " (12 de feereiro)[6]
- "Acho que seria conveniente enviar uma fragata com morteiro contra Cotrone e destruí-la de forma absoluta" (26 de fevereiro)[6]
- "Catanzaro realmente se rendeu; muitos dos piores companheiros foram massacrados, outros feitos prisioneiros" (8 de março)[6]
- "Cosenza foi tomada e saqueada" (19 de março)[6]

No final de abril, os Sanfedisti subjugaram toda a Calábria e a maior parte da Apúlia, e em junho iniciaram um cerco por terra à cidade de Nápoles. No cerco, os Sanfedismo irregulares foram apoiados pela Marinha Real Britânica sob o comando do almirante Horatio Nelson, para o qual Ferdinand deu a Nelson o título de duque de Bronte, que Nelson afixou em sua assinatura pelo resto de sua vida. A República Partenopéia entrou em colapso em 19 de junho de 1799.
A maioria das vitórias Sanfedisti ocorreu em terreno acidentado, que era "adequado" ao estilo irregular de guerra empregado por Ruffo.
Semelhante a outras revoltas anti-francesas na Itália, os Sanfedisti não eram, em regra, amigáveis com os judeus, que eram vistos como partidários da ideologia iluminista. Além disso, o bispo Giovanni Andrea Serrao, o líder jansenista no sul da Itália e apesar de ser um apoiador da República Partenopaeana, foi sumariamente executado em 24 de fevereiro de 1799 pelos soldados republicanos da guarnição de Potenza, enquanto as forças de Ruffo se aproximavam da cidade.

## Legado

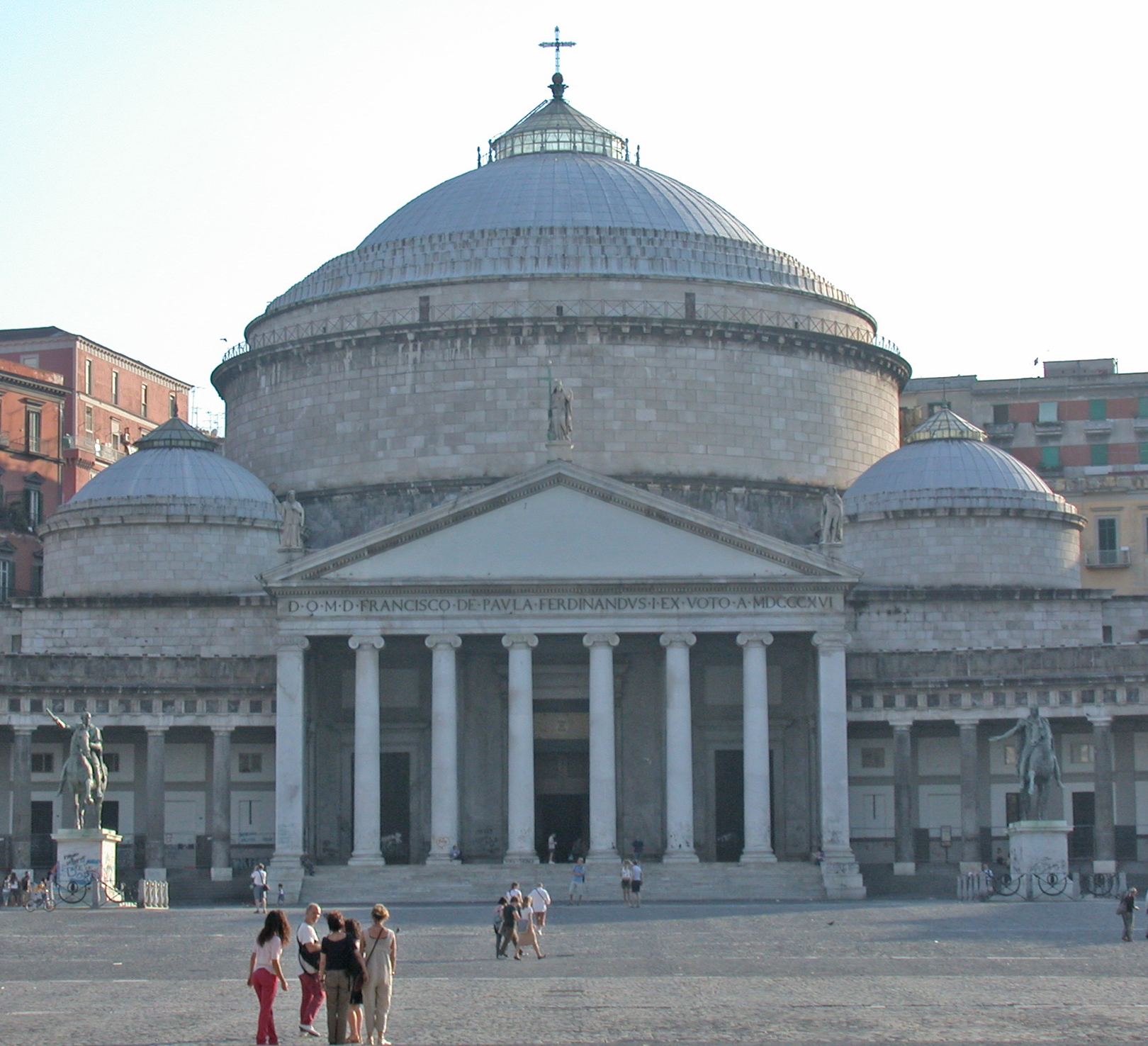
Igreja de San Francesco da Paola, Nápoles, em um pesado estilo neoclássico acadêmico, concluída em 1816 como o ex-voto de Fernando para seu retorno.

O papel do Cardeal Ruffo no movimento foi uma fonte contemporânea de controvérsia, atribuindo a Ruffo crueldade e sede de sangue; os escritos de apologistas defendendo-o só existem em relação ao saque de Altamura. O próprio nome do sanfedismo foi fonte de crítica, apelidada de "uma palavra que surgiu, pela qual essa nova fase de maldade poderia ser chamada" por um contemporâneo. Sanfedismo, e o próprio Ruffo, tornaram-se sinônimos de "clero recalcitrante e verdadeiramente contra-revolucionário" em oposição aos que eram mais simpáticos à Revolução Francesa. O nome "Sanfedisti" também foi usado pelos levantes camponeses Bourbonistas contra a Casa de Sabóia durante a unificação italiana.
O Canto dei Sanfedisti ainda é lembrado de cor entre muitos no Mezzogiorno, e às vezes cantado por grupos folclóricos. É uma paródia de La Carmagnole, uma canção popular da Revolução Francesa.

Posteriormente, pontos de vista acadêmicos dos Sanfedisti os apelidaram de grupo "contrarrevolucionário", mas não homogeneamente um grupo "reacionário".